# Vegas
Vegas — грецький поп-рок-гурт, який було утворено 2009 року . Гурт було названо на честь зорі Вега, що входить до сузір'я Ліри .

## Кар'єра
Учасники гурту до об'єднання в гурт працювали у різних музичних жанрах, але їх улюблені жанри музики: рок-музика, джаз, соул, фанк, хіп-хоп та ритм-енд-блюз. Перший студійний альбом вийшов у 2009 році, другий, який став золотим, в 2010 році. Альбоми мають 6 синглів, два з яких увійшли до Топ-10 і три з яких отримали статус Топ-20. Сингли "Pio Psila" і "Gia Sena" досягли № 1 і № 2 на National IFPI Airplay Chart і залишалися там протягом декількох місяців. За даними чарта «Το ελληνικό Airplay Top 100» пісня Vegas "Pio Psila" очолює список найбільш трансльованих пісень грецького радіо в 2012 році . Vegas — гурт, що має найбільшу кількість переглядів на YouTube у Греції ( на кінець жовтня 2012 року). "Fili" став першим грецьким кліпом, що подолав 10-мільйонну позначку .
Гурт співпрацював з Костасом Мартакісом. Взимку 2010–2011 року гурт співпрацює з Йоргосом Мазонакісом, Нікіфоросом і Паолою Фока у клубі «Вотанікос».
Наприкінці 2011 року відбулася презентація спільної роботи «Oloi Mazi» Васіліса Карраса та Нікоса Макропулоса із Vegas. З 10 лютого 2012 року вони разом виступали на сцені Teatro Music Hall в Афінах.
30 серпня 2012 року відбулася прем'єра спільної програми Деспіни Ванді, Антипаса і Vegas в афінському клубі Posidonio. За попередніми даними, виступи триватимуть до Великодня 2013 року.

## Склад гурту
- Меліна Макрі (грец. Μελίνα Μακρή) — вокал
- ZeRaw — вокал
- Airth — ді-джей

## Дискографія
Альбоми
- 2009 — Vegas
- 2011 — Season 2

Сингли
- 2011 — Gia sena (грец. Για σένα)
- 2012 — Pio Psila грец. Πιο ψηλά)
- 2012 — Panta Kalokairi (грец. Πάντα καλοκαίρι)

## Нагороди
- 2010 — Премія MAD Video Music Awards за Найкращий відеокліп — хіп-хоп/Урбан «Τους πονάει» [10].
- 2012 — Премія MAD Video Music Awards Найкращий гурт [11].
- 2012 — Премія MTV Europe Music Awards Найкращий грецький виконавець [12] та номінація на премію Найкращий європейський артист MTV Europe Music Awards [13].
- 2013 — Премія MAD Video Music Awards Найкращий Артист Кіпру (MAD Кіпр)[14].